# گوته والیتالو
گوته والیتالو  (انگلیسی: Göte Wälitalo؛ زادهٔ ۱۸ ژوئیهٔ ۱۹۵۶) بازیکن هاکی روی یخ اهل سوئد است.